# Xixa
Xixa ist eine 2013 gegründete Band aus Tucson. Sie selbst bezeichnen ihre Musik als „Mystic Desert Rock“. „Goth Cumbia“ oder „Latin Psych“. Ein wichtiges Element ihrer immer tanzbaren Musik und ihrer visuellen, düsteren Ästhetik ist die Wüstenlandschaft um ihre Heimatstadt. Dabei arbeiten sie eng mit dem Künstler Daniel Martin Diaz zusammen.

## Geschichte
Die beiden Songwriter Gabriel Sullivan und Brian Lopez begannen unabhängig voneinander Musik zu machen. Beide waren inspiriert von Folk, Country-Musik, Punk und Grunge. Lopez studierte Klassische Gitarre an der University of Arizona, Sullivan spielte v. a. Songs von Pantera und Metallica nach. Kennen lernten sie sich als Begleitmusiker der Sängerin Marianne Dissard. Als 2007 der Sampler The Roots of Chicha mit der Musik aus dem Peru der 1970er Jahre erschien, brachte dieser sie auf neue Ideen und die gemeinsame Band Chicha Dust. Ursprünglich nur als Spaßprojekt und um etwas zusätzliches Geld zu verdienen gedacht, stellte sich das Projekt als unerwartet erfolgreich heraus. 2013 erschien unter dem alten Namen noch ein Live-Album mit Chicha-Coverversionen, dann wurde aus Chicha Dust das Projekt Xixa. Beide sind seit 2012 auch Mitglieder bei Howe Gelbs Giant Sand und zeitweise bei Calexico. Außerdem spielt Sullivan in der Band von Ines Brodbeck.

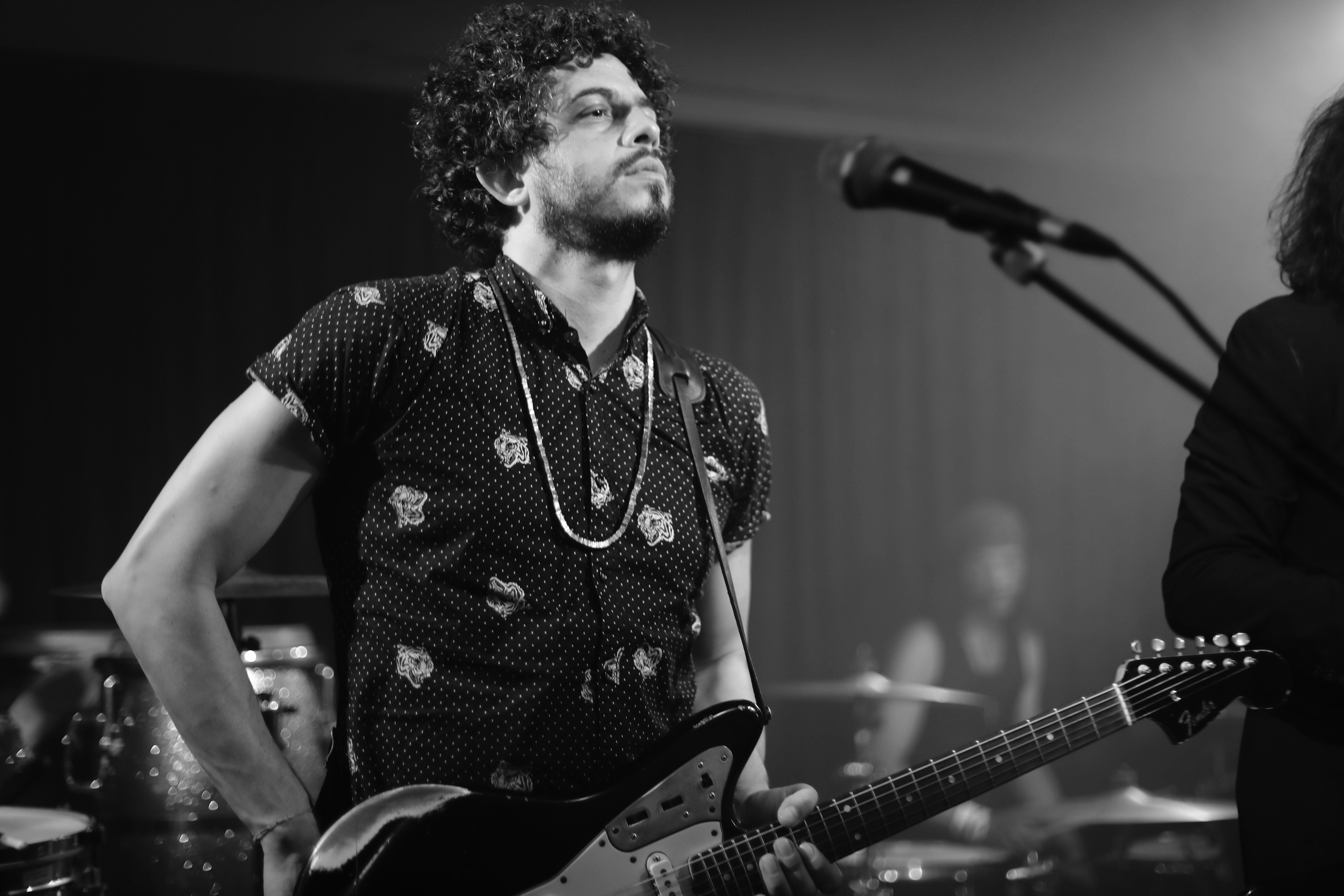
Brian Lopez
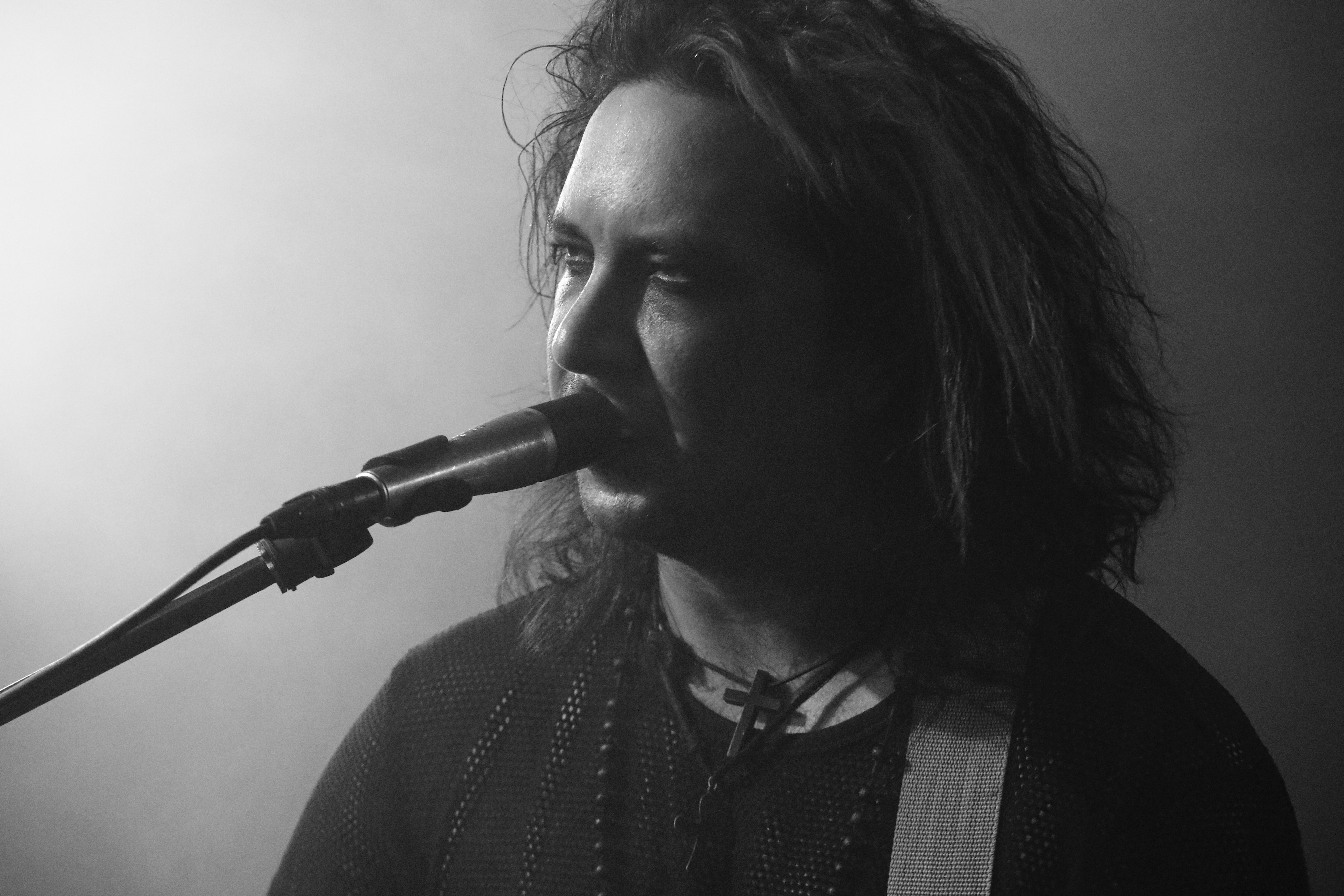
Gabriel Sullivan

## Stil

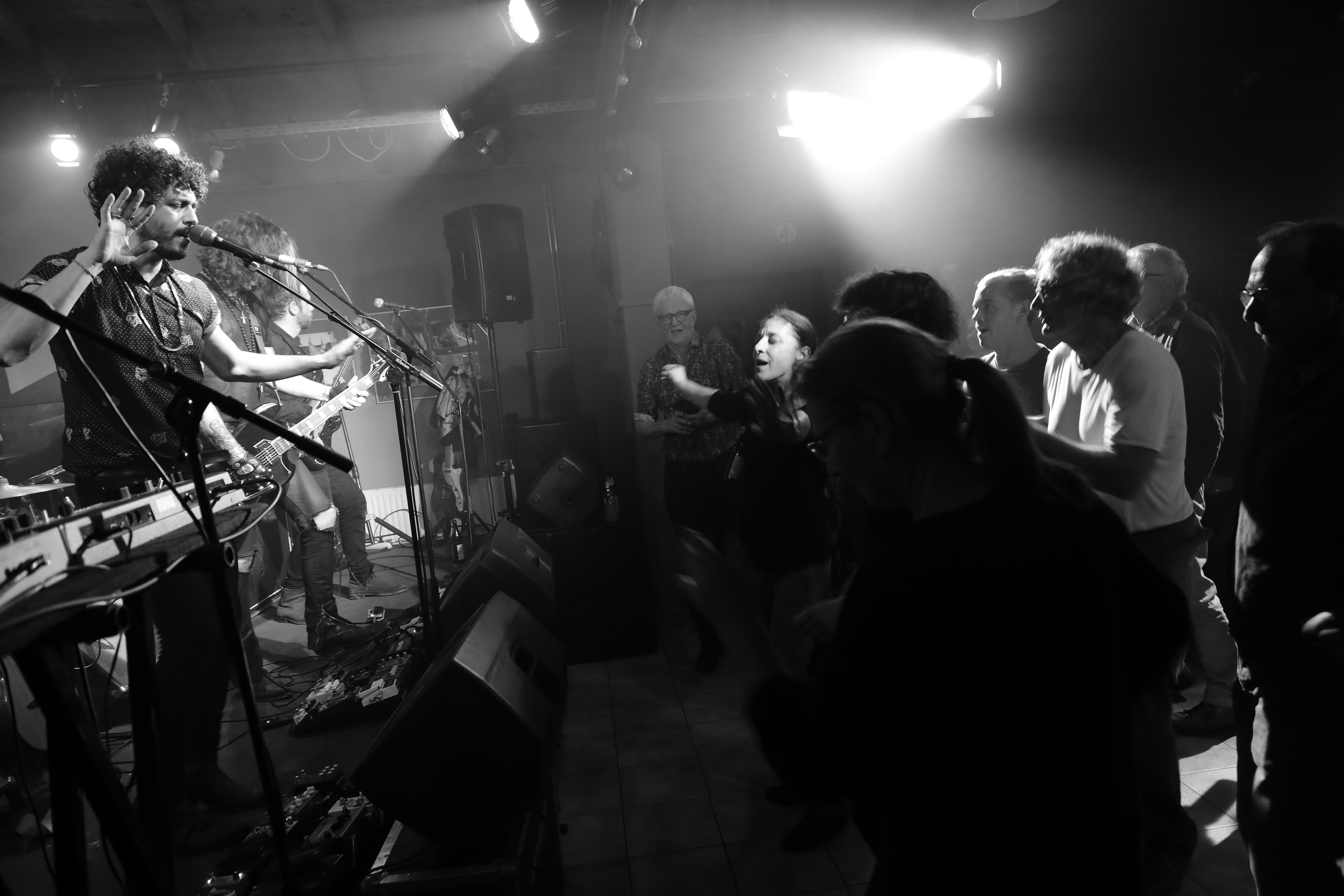
XIXA im club W71, 2019

Bereits das erste Album Bloodline kombinierte 2016 Chicha mit Psychedelic Rock und westafrikanischem Wüstenblues, Westernmotive mit katholisch-biblischen Themen und der mystischen Bildsprache des mexikanischen Dia de Muertos. Das Album enthält Titel wie Killer, Dead Man oder Vampiro. Zu ihrer Europa-Tour 2019 erschien eine Single mit dem Lee Hazlewood-Nancy-Sinatra-Klassiker Summer Wine.
Von Anfang an arbeiteten sie eng mit dem bildenden Künstler Daniel Martin Diaz zusammen, der alle visuellen Elemente ihrer Plattencover, Fotos und Videos gestaltet. Ihr Bühnenoutfit in Schwarz lässt an Quentin Tarantino, Zombie-Filme und ZZ Top denken. Anke Behlert schreibt: „Mit einer hoch stilisierten, cinematischen Mischung bilden XIXA den kulturellen Hybrid aus indigenen, Anglo-, Afro- und Latin-Einflüssen ihrer Heimat perfekt ab. Der neue Sound des amerikanischen Südwestens ist wild, grenzüberschreitend und zeitlos.“

## Diskografie
Alben
- 2016: Bloodline
- 2017: Live in Amsterdam
- 2025: Xolo

EPs
- 2015: Shift Shadow
- 2019: The Code

Singles
- 2016: Bloodline
- 2017: Dead Man (Mexican Institute of Sound Remix)
- 2018: Tombstone Rashomon
- 2019: Summer Wine (feat. Pearl Charles)